# 新疆蓼
新疆蓼（学名：Polygonum schischkinii）为蓼科蓼属下的一个种。

## 扩展阅读
- 維基物種上的相關：新疆蓼